# Проспект Чехова (Ростов-на-Дону)
Проспе́кт Че́хова — проспект в Кировском районе города Ростова-на-Дону.
Проспект Чехова начинается перпендикулярно улице Седова  (напротив Парамоновских складов) и продолжается по прямой в северном направлении до Красноармейской улицы, примыкая к ней. Там он прерывается, и продолжается от улицы Лермонтовской до улицы Текучёва.

## История
Проспект Чехова назывался до 1917 года Малым проспектом. Чеховским в Ростове-на-Дону в 1912 году был назван переулок, теперь также носящий название Малый, расположенный от Большого проспекта до Казанского переулка (сейчас Ворошиловский проспект и Газетный переулок) длиною всего в один квартал.
Проспект Чехова появился во второй половине XIX века — значительно позже упразднения крепости Святителя Дмитрия Ростовского. Здесь согласно картам проходила ранее западная граница крепости. На дореволюционном плане проспект протянут от Дона до Скобелевской (ныне Красноармейской) улицы, далее — через существовавший тогда пустырь с сенным базаром — до Гимназической (сейчас улица имени Греческого Города Волос), потом было кладбище, а за ним — ипподром. По застройке — это обычная городская улица. В обывательских домах снимали квартиры врачи, частные поверенные, техники. Вскоре выстроил большой трёхэтажный особняк на проспекте фабрикант, купец гильдии Токарев. Весь его дом сдавался врачам.
При советской власти проспект был переименован. Он долгое время назывался проспектом Осоавиахима, а после Великой Отечественной войны — получил имя Антона Павловича Чехова. К 150-летнему юбилею писателя на углу проспекта Чехова и Пушкинской улицы появился памятник писателю работы ростовского скульптора Анатолия Скнарина. Так образовался «треугольник русской литературы»: памятник Пушкину и памятник Чехову — на Пушкинском бульваре — памятник Лермонтову на Ворошиловском проспекте.

## Фотогалерея

Здания на проспекте Чехова
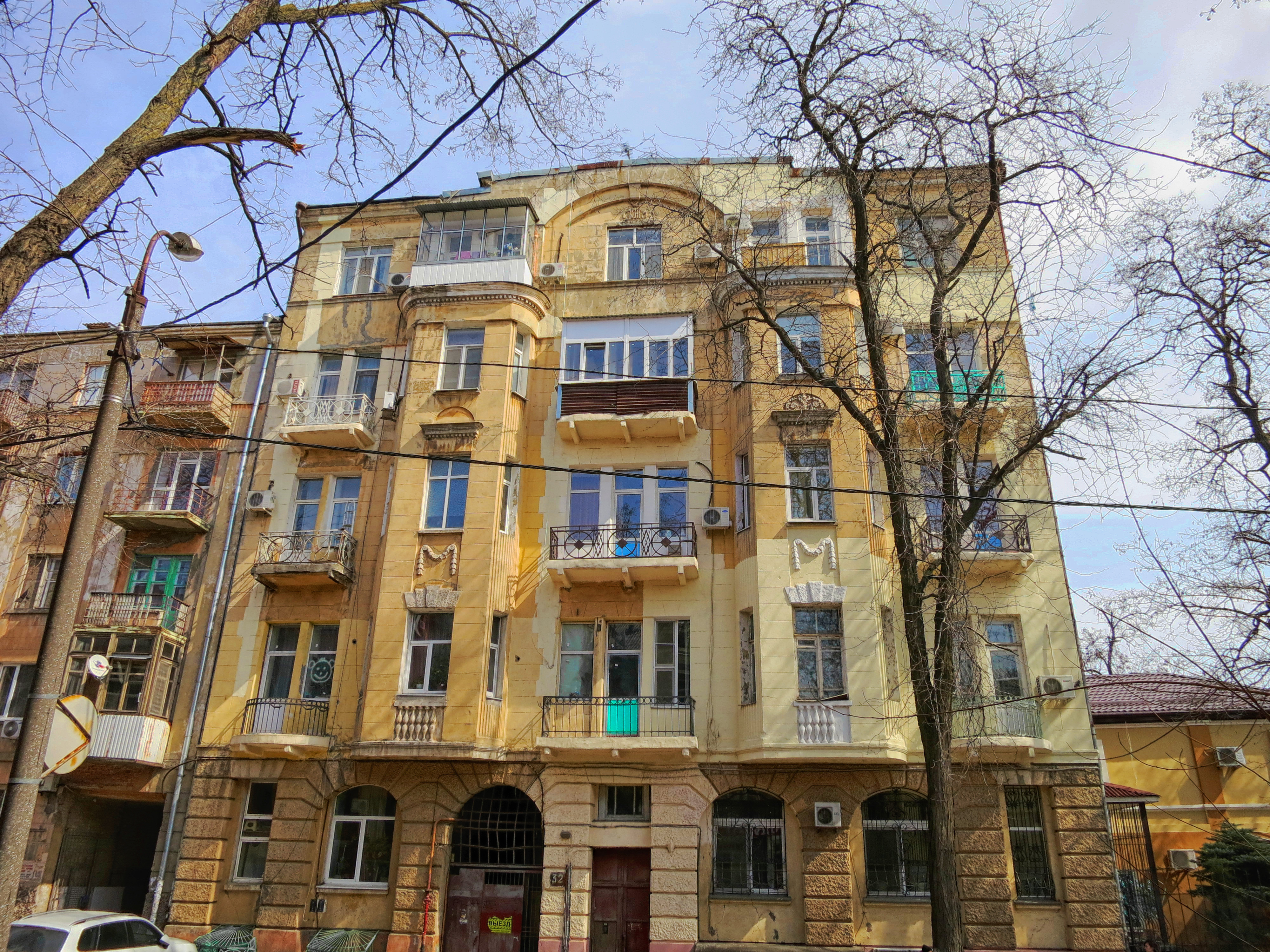
Доходный дом  М. И. Мессароша (Чехова, 32)
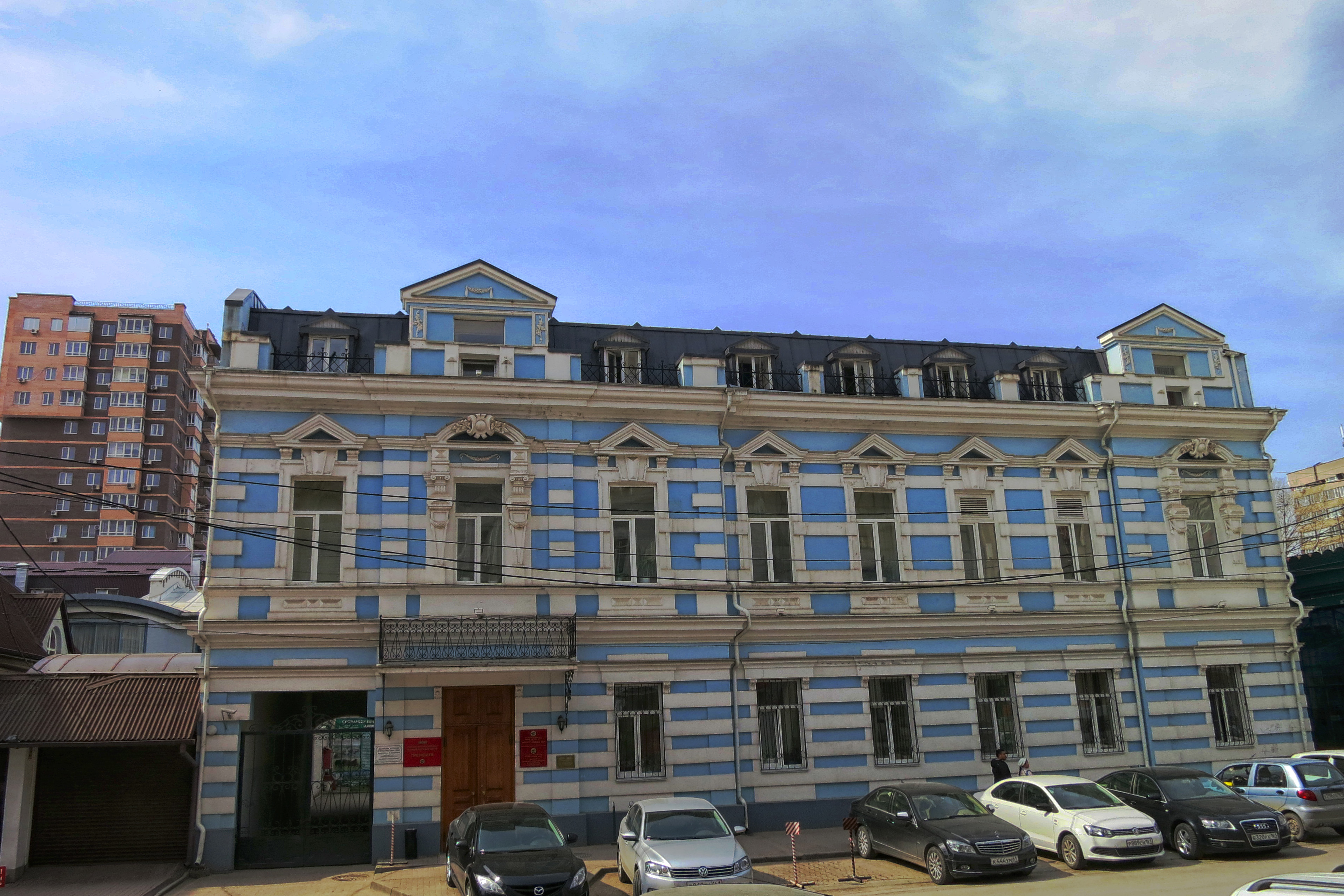
Жилой дом И. В. Кащенко (Чехова, 41)
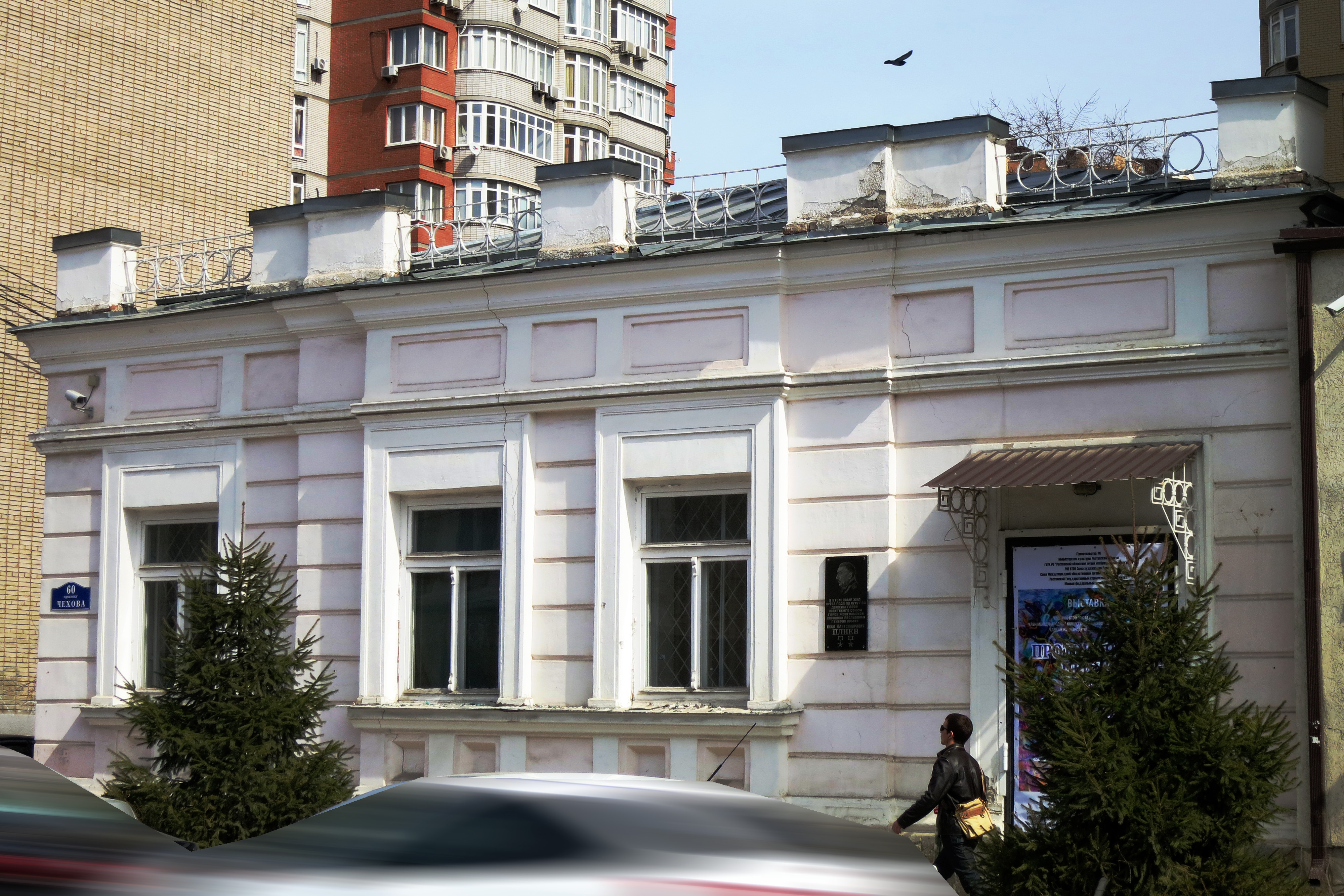
Особняк, в котором жил дважды Герой Советского Союза И. А. Плиев (Чехова, 60)
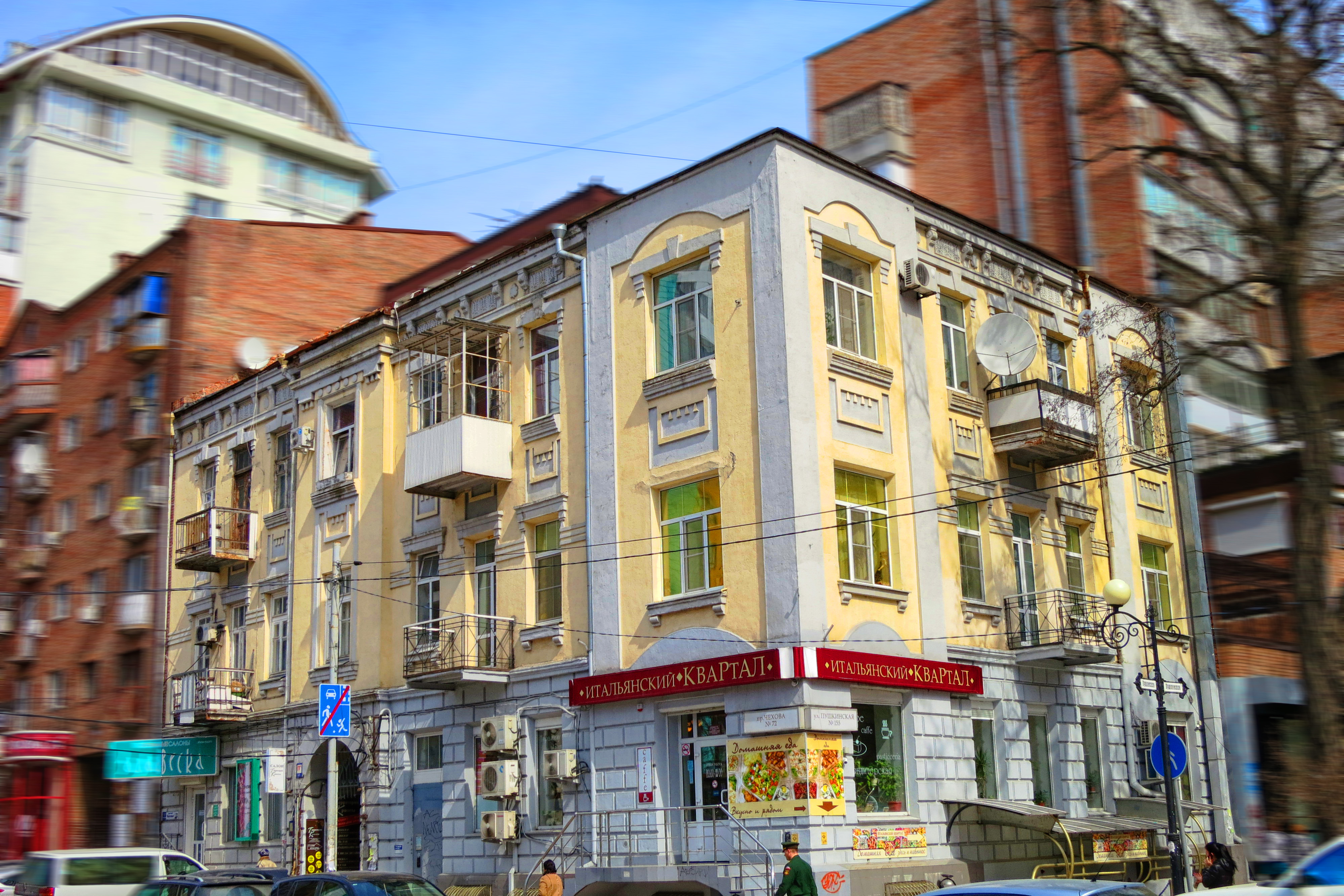
Доходный дом  П. И. Ливенского (Чехова, 72/155)
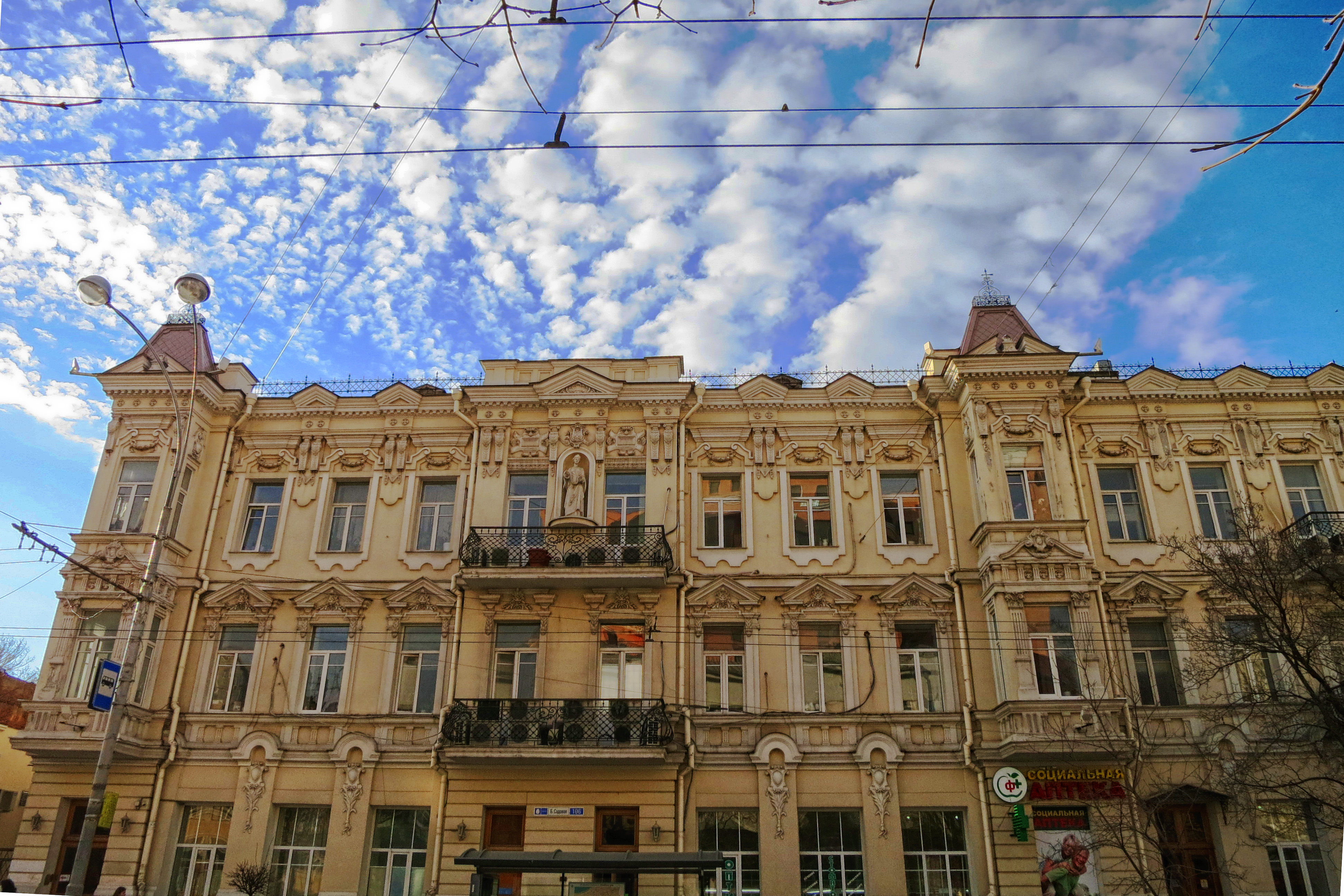
Доходный дом Н. И. Токарева (Чехова 46/106)
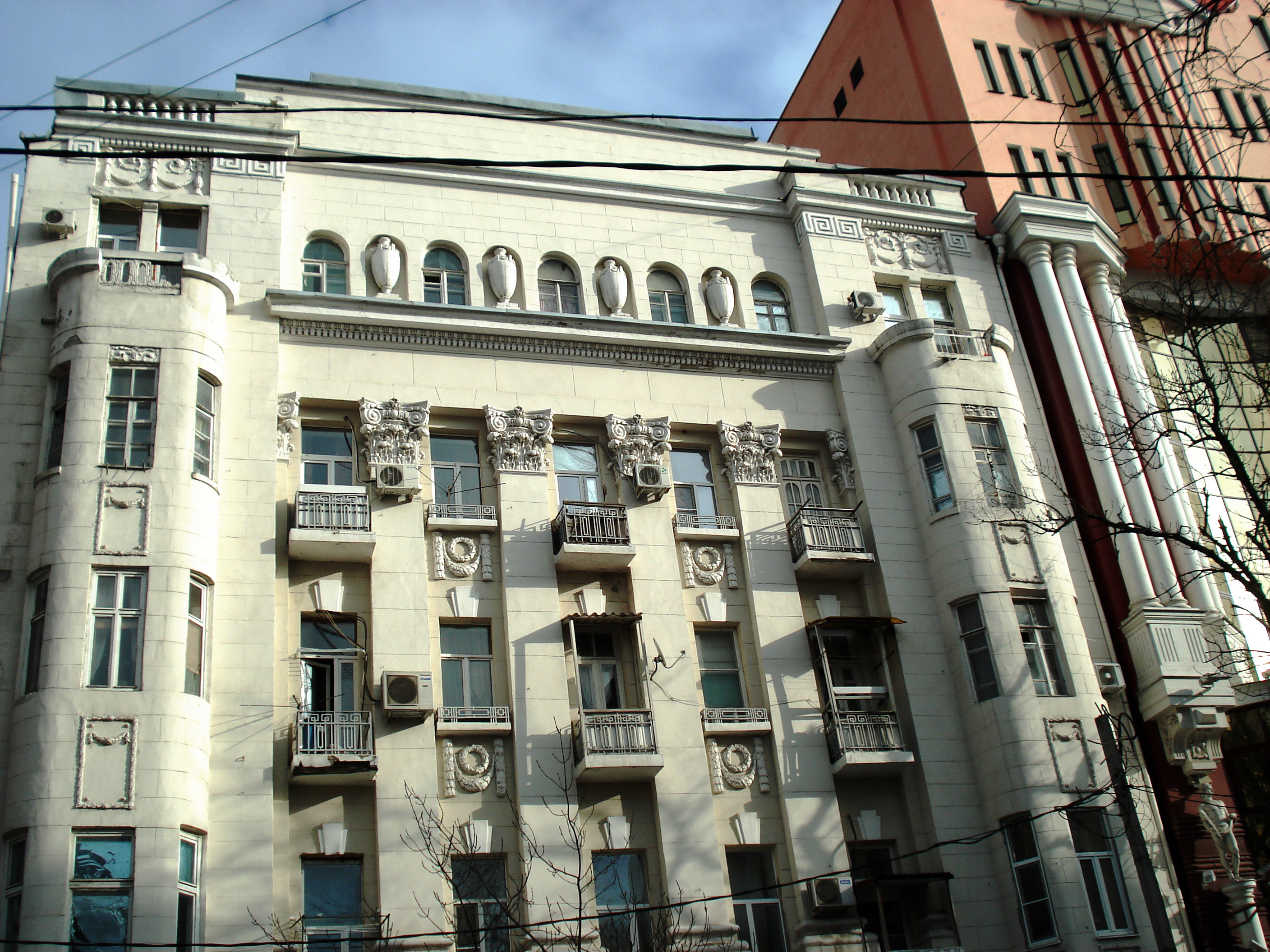
Доходный дом К. И. Шапошникова (Чехова, 52)
Памятные доски Капустину и Одинцову на здании лицея № 51